# В браке
«В бра́ке» (англ. Married) — американский ситком, который транслировался на телеканале FX с 17 июля 2014 года по 1 октября 2015 года. В главных ролях снялись Джуди Грир, Нат Факсон и Дженни Слейт, Бретт Гельман и Сара Бёрнс.
30 сентября 2014 года телесериал был продлён на второй сезон из 13 эпизодов. 26 октября 2015 года FX закрыл шоу после двух сезонов.

## Сюжет
Расс и Лина — уже немолодые люди, которое уже долгое время женаты. Они воспитывают двух дочерей, Эллу и Майю, и каждый день сталкиваются со сложностями семейной жизни. Расс и Лина стараются вспомнить молодость и прежние яркие чувства, постоянно предаваясь воспоминаниям о том, какие между ними были раньше отношения. А тем временем стиль жизни двоих друзей Боуманов, Эй Джея и Джесс, кардинально отличается от их.

## В ролях
| Актёр         | Персонаж    | Эпизоды | Сезоны    | Сезоны       |
| Актёр         | Персонаж    | Эпизоды | 1         | 2            |
| ------------- | ----------- | ------- | --------- | ------------ |
| Джуди Грир    | Лина Боуман | 23      | Регулярно | Регулярно    |
| Нат Факсон    | Расс Боуман | 23      | Регулярно | Регулярно    |
| Дженни Слейт  | Джесс       | 16      | Регулярно | Периодически |
| Бретт Гельман | Эй Джей     | 23      | Регулярно | Регулярно    |
| Сара Бёрнс    | Эбби        | 8       |           | Регулярно    |

## Разработка и производство
24 января 2013 года заказал пилотный выпуск нового шоу под названием «Безымянный проект Эндрю Гарленда». Пилот был написан и поставлен Эндрю Гарлендом. Гарленд, Пол Янг и Питер Принципато были назначены исполнительными продюсерами сериала наряду с FX Productions и Principato-Young Entertainment.
Объявление актёрского состава шоу началось в апреле 2013 года, когда Нат Факсон получил роль Расса Боумана, одну половинку главной семейной пары. Джуди Грир была следующей актрисой, которой пополнилась команда сериала — она получила роль Лины Боуман, второй половинки вышеупомянутой пары. Дженни Слейт и Бретт Гельман стали последними актёрами в сериале, получившими главные роли. Слейт досталась роль Джесс, бывшей тусовщицы, которая сейчас замужем за немолодым человеком, безуспешно пытающимся за ней угнаться. Гельман подписался на роль Эй Джея, недавно разведённого парня, который притворяется, что отпустил свою бывшую.
24 января 2014 года FX объявил новое название ситкома — «В браке». Пол Райзер присоединился к актёрскому составу во второстепенной роли Шепа, мужа Джесс. Вскоре после этого Реджина Холл получила второстепенную роль Роксанны, бывшей жены Эй Джея.

## Эпизоды
| Сезон | Сезон | Эпизоды | Оригинальная дата показа | Оригинальная дата показа |
| Сезон | Сезон | Эпизоды | Премьера сезона          | Финал сезона             |
| ----- | ----- | ------- | ------------------------ | ------------------------ |
|       | 1     | 10      | 17 июля 2014             | 18 сентября 2014         |
|       | 2     | 13      | 16 июля 2015             | 1 октября 2015           |

### Сезон 1 (2014)
| № общий | № в сезоне | Название                          | Режиссёр      | Автор сценария                                                     | Дата премьеры    | Произв. код | Зрители в США (млн) |
| ------- | ---------- | --------------------------------- | ------------- | ------------------------------------------------------------------ | ---------------- | ----------- | ------------------- |
| 1       | 1          | «Pilot» «Пилот»                   | Эндрю Гарленд | Эндрю Гарленд                                                      | 17 июля 2014     | XMA01001    | 1,12                |
| 2       | 2          | «The Shower» «Душ»                | Джесси Перец  | Эндрю Гарленд и Саламо Левин                                       | 24 июля 2014     | XMA01002    | 0,811               |
| 3       | 3          | «The Getaway» «Побег»             | Джесси Перец  | Кевин Напьер                                                       | 31 июля 2014     | XMA01003    | 0,538               |
| 4       | 4          | «Uncool» «Не круто»               | Адам Дэвидсон | История: Сэм Склавер и Эндрю Гарленд Телесценарий: Сэм Склавер     | 7 августа 2014   | XMA01004    | 0,634               |
| 5       | 5          | «The Playdate» «Ролевое свидание» | Джейми Баббит | Дженнифер Джойс                                                    | 14 августа 2014  | XMA01005    | 0,595               |
| 6       | 6          | «Invisible Man» «Невидимка»       | Джейми Баббит | Дэн О’Киф                                                          | 21 августа 2014  | XMA01006    | 0,678               |
| 7       | 7          | «Waffles & Pizza» «Вафли и пицца» | Хак Ботко     | История: Саламо Левин и Эндрю Гарленд Телесценарий: Саламо Левин   | 28 августа 2014  | XMA01007    | 0,552               |
| 8       | 8          | «The Old Date» «Старая дата»      | Хак Ботко     | Дейзи Гарднер                                                      | 4 сентября 2014  | XMA01008    | 0,473               |
| 9       | 9          | «Halloween» «Хэллоуин»            | Хак Ботко     | Дэн О’Киф                                                          | 11 сентября 2014 | XMA01009    | 0,701               |
| 10      | 10         | «Family Day» «День семьи»         | Эндрю Гарленд | История: Дейзи Гарднер и Эндрю Гарленд Телесценарий: Дэйзи Гарднер | 18 сентября 2014 | XMA01010    | 0,652               |

### Сезон 2 (2015)
| № общий | № в сезоне | Название                           | Режиссёр      | Автор сценария                                   | Дата премьеры    | Произв. код | Зрители в США (млн) |
| ------- | ---------- | ---------------------------------- | ------------- | ------------------------------------------------ | ---------------- | ----------- | ------------------- |
| 11      | 1          | «Thanksgiving» «День Благодарения» | Джейми Баббит | Дейзи Гарднер                                    | 16 июля 2015     | XMA02002    | 0,658               |
| 12      | 2          | «Aftershocks» «Вторичные толчки»   | Джейми Баббит | Саманта Макинтаир                                | 23 июля 2015     | XMA02001    | 0,511               |
| 13      | 3          | «The Sandwich» «Сэндвич»           | Джейми Баббит | Эри Поснер                                       | 30 июля 2015     | XMA02003    | 0,465               |
| 14      | 4          | «Koreatown» «Кореятаун»            | Ниша Ганатра  | История: Мишель Гарленд Телесценарий: Лора Мозес | 6 августа 2015   | XMA02004    | 0,401               |
| 15      | 5          | «Pimps» «Сводники»                 | Ниша Ганатра  | Саманта Макинтаир                                | 13 августа 2015  | XMA02005    | 0,290               |
| 16      | 6          | «Murder!» «Убийство!»              | Джейми Баббит | Би Джей Портер                                   | 20 августа 2015  | XMA02006    | 0,377               |
| 17      | 7          | «The Cruise» «Круиз»               | Джейми Баббит | Дейзи Гарднер                                    | 27 августа 2015  | XMA02007    | 0,552               |
| 18      | 8          | «Mother's Day» «День Матери»       | Эндрю Гарленд | Эндрю Гарленд и Дейзи Гарднер                    | 3 сентября 2015  | XMA02012    | 0,405               |
| 19      | 9          | «Guardians» «Охранники»            | Ниша Ганатра  | Эндрю Гарленд и Дейзи Гарднер                    | 10 сентября 2015 | XMA02008    | 0,251               |
| 20      | 10         | «1997» «1997 год»                  | Джейми Баббит | Кевин Напьер                                     | 17 сентября 2015 | XMA02009    | 0,323               |
| 21      | 11         | «Triggers» «Триггеры»              | Джей Карас    | Кевин Напьер и Саламо Левин                      | 24 сентября 2015 | XMA02010    | 0,395               |
| 22      | 12         | «Gymnastics» «Гимнастика»          | Джей Карас    | Дэн О’Киф                                        | 1 октября 2015   | XMA02011    | 0,414               |
| 23      | 13         | «The Waiter» «Официантка»          | Эндрю Гарленд | Саманта Макинтаир                                | 1 октября 2015   | XMA02013    | 0,267               |